# U-429 - Senza via di fuga
U-429 - Senza via di fuga (In Enemy Hands) è un film del 2005 diretto da Tony Giglio.

## Trama
Ambientato durante la seconda Guerra Mondiale, il dominio tedesco sotto i mari è indiscutibile, ma la Marina americana non si vuole arrendere. Al comando del sommergibile Swordfish viene assegnato il giovane comandante Sullivan, capace ma arrogante. Il suo aiutante Nathan Travers è, al contrario, molto più anziano e dotato di esperienza nei rapporti con l'equipaggio. Nelle loro stesse acque incrocia l'U-Boot 429 capitanato dal Comandante Werdt che ha come secondo il vice Cremer. I due sono consapevoli che la guerra sta volgendo al peggio per la Germania. Attaccano e colpiscono lo Swordfish catturando i sopravvissuti dell'equipaggio. Non sanno però che, per un atto di autoritarismo privo di umanità, Sullivan ha consentito che la meningite che aveva colpito uno dei suoi uomini si diffondesse sul sommergibile, passando così il contagio anche ai tedeschi.